# سو ياشيرو
سو ياشيرو (باليابانية: 八城 修) (مواليد 17 أبريل 1971)، هو لاعب كرة قدم سابق كان يلعب كلاعب وسط.